# مركبة إنزال أوروبا (ناسا)
مركبة إنزال أوروبا
«مركبة إنزال أوروبا» (بالإنجليزية: Europa Lander)‏ هو مفهوم مهمة تابعة لناسا لدراسة الأحياء الفلكية على  قمر «أوروبا»، أحد الأقمار الجليدية الخاصة بكوكب المشتري. إذا مُولت وطُورت ضمن «برنامج فلاج شيب»، فستُطلق عام 2025 لإتمام للدراسات التي ستجريها مهمة «أوروبا كليبر» المدارية ولإجراء التحليلات في موقعها على القمر.
تشمل أهداف المهمة البحث عن البصمات الحيوية أسفل سطح أوروبا (بنحو 10 سنتيمتر (3.9 بوصة))، لوصف تركيبة المواد غير الجليدية القريبة من السطح، ولتحديد عمق الماء السائل أسفله والمواد المنتفضة مؤخرًا بالقرب من موقع هبوط المركبة.

## نظرة تاريخية
قامت ناسا سابقًا بدراسة مفهوم هذا المهمة في عام 2005 من خلال مفهوم مركبة إنزال أوروبا، كما قُيمت مركبة إنزال في عام 2012. كان هناك دعم مستمر لمهمات نحو أوروبا، بما في ذلك عام 2014، عندما أعلنت لجنة مخصصات مجلس الكونغرس الأمريكي عن مشروع قانون من الحزبين تضمن تمويل المشروع بـ 80 مليون دولار أمريكي لمواصلة دراسات مفهوم مهمة أوروبا.
أصدر كونغرس الولايات المتحدة تعليمات بشأن مركبة إنزال أوروبا، وبدأت ناسا دراسةً في عام 2016، لتقييم المفهوم. يُدعم مفهوم المهمة من قبل «برنامج استكشاف عوالم المحيطات». قدم قسم علوم الكواكب التابع لناسا تقريره في أوائل فبراير 2017. إذ تمثل في دراسة استمرت لستة أشهر قام بها فريق تعريف للعلوم. تقيّم الدراسة الفائدة العلمية والتصميم الهندسي لمركبة إنزال أوروبا.

## نظرة عامة
الهدف الأساسي للمهمة هو اكتشاف المؤشرات العضوية للحياة الماضية أو الحالية، التي تُدعى بالبصمات الحيوية. يُنظر لمركبة الإنزال هذه كمهمة منطقية لمتابعة ما قام به «مسبار غاليليو المداري» في تسعينات القرن العشرين، الذي اكتشف وجود محيط كبير أسفل سطح أوروبا ما قد يوفر ظروفًا مائية صالحة لإيواء الحياة. يمكن فعليًا العثور على الحياة على الأرض في جميع الأماكن التي يوجد فيها الماء. ما يعني أن أوروبا هو مرشح ممتاز للبحث عن الحياة في أماكن أخرى من النظام الشمسي. بالإضافة لتسخينها بفعل النشاط الجيولوجي، من المحتمل أن تكون المياه الجوفية غنية بالمعادن المُذابة والمركبات العضوية. توجد أنظمة بيئية مختلفة على الأرض لا تحتاج أشعة الشمس، إذ تعتمد بدلًا من ذلك على «المنافس الحرارية المائية» أو غيرها من مصادر المواد الكيميائية المناسبة لإنتاج الطاقة من قبل «الكائنات المحبة للظروف القاسية». تشير القياسات حتى الآن إلى أن أوروبا تتمتع بمحيط بضعف حجم محيطات الأرض. قد تكون طبقة المياه الموجودة أسفل الجليد ملامسةً مع باطن القمر ما يتيح بسهولة تدفق الطاقة الحرارية المائية والمواد الكيميائية. يمكن أن تستغل المهمة السطحية نشاط سطح أوروبا الجديد نسبيًا، لأن هذا النشاط قد يسمح للمواد العميقة أسفل السطح بالانتقال لسطح بانتظام.

### الوضع الحالي للمهمة
في 18 يوليو 2017، عقدت اللجنة الفرعية للفضاء التابعة لمجلس النواب الأمريكي جلسات استماع حول مهمة أوروبا كليبر كجزء من برنامج فلاج شيب، ولمناقشة مركبة الإنزال كمهمةٍ لاحقة ممكنة. لم تتضمن مقترحات الرئيس الأمريكي للميزانية الفيدرالية لعامي 2018 و2019 تمويلًا لمركبة إنزال أوروبا، لكنها خصصت 195 مليون دولار لدارسة مفهوم المهمة وإجراء بحوث حول الأدوات العلمية المطلوبة.

## أهداف المهمة
سيكون لمهمة مركبة الإنزال ثلاثة أهداف علمية رئيسية:
- البحث عن البصمات الحيوية.
- تقييم مدى قابلية أوروبا لإيواء الحياة عبر التقنيات الخاصة بالمهمة والدراسات التي ستجريها في الموقع.
- وصف الخصائص السطحية وتحت السطحية حسب قدرة مركبة الإنزال لدعم استكشاف أوروبا في المستقبل.